# قائمة الحروب 1000–1499
هذه قائمة بالحروب التي اندلعت بين عامي 1000 و1499. الحروب الأخرى يمكن إيجادها في قائمة الحروب التاريخية و‌قائمة الحروب الممتدة بسبب المخالفات الدبلوماسية.

## 1000–1099
| بداية             | نهاية             | اسم النزاع                                              | المتحاربون | المتحاربون |
| بداية             | نهاية             | اسم النزاع                                              | الأطراف المنتصرة (إن وُجِدت) | الأطراف المهزومة (إن وُجِدت) |
| ----------------- | ----------------- | ------------------------------------------------------- | --- | --- |
| 1000              | 1139              | غزو النورمان لجنوب إيطاليا                              | كونتية بوليا كونتية أفيرسا مملكة صقلية (1130-1139) | إمارة ساليرنو إمارة بينيفينتو إمارة كابوا جمهورية أمالفي دوقية نابولي                                                                          |
| 1008              | 1008              | حرب المجر وأفتوم                                        | مملكة المجر | فويفودية أفتوم |
| 1010              | 1011              | النزاع الثاني في حرب غوريو وخيتان                       | مملكة لياو | غوريو |
| 1014              | 1014              | معركة كلونتارف                                          | ملك أيرلندا الأعلى | لينستر دبلن فايكنج جزر أوركني و‌مان |
| 1015              | 1016              | غزو كنوت العظيم لإنجلترا                                | الدنمارك بولندا | إنجلترا |
| 1015              | 1022              | الحروب البيزنطية الجورجية                               | الإمبراطورية البيزنطية | مملكة جورجيا |
| 1018              | 1018              | تدخل بوليسلاف الأول في أزمة خلافة العرش الكييفي         | روس الكييفية المتحالفة مع بولندا و‌المجر | روس الكييفية المتحالفة مع ياروسلاف الأول |
| 1018              | 1019              | النزاع الثالث في حرب غوريو وخيتان                       | غوريو | مملكة لياو |
| 1019              | 1019              | غزو توي                                                 | غوريو · دازايفو | قراصنة جورشن |
| 1019              | 1024              | حملة تشولا في شمال الهند                                | إمبراطورية تشولا | تشالوكيا الشرقية إمبراطورية بالا أودا كالينغا                                                                                                  |
| 1025              | 1025              | غزو تشولا لسريفيجايا                                    | إمبراطورية تشولا | سريفيجايا |
| 1030              | 1030              | معركة ستيكلستاد                                         | جيش من الفلاحين | مملكة النرويج |
| 1033              | 1058              | الحرب الأهلية الجورجية                                  | مملكة جورجيا | الإمبراطورية البيزنطية دوقية آناكوبيا دوقية كلديكاري دوقية كلاريتي                                                                             |
| 1035              | 1042              | انتفاضة ستيفان فويسلاف                                  | دوكليا | الإمبراطورية البيزنطية |
| 1040              | 1041              | انتفاضة بيتر ديليان                                     | الإمبراطورية البيزنطية | متمردون بلغاريون |
| 1040              | 1185              | الحروب البيزنطية النورمانية                             | الإمبراطورية البيزنطية · جمهورية البندقية · الإمبراطورية الرومانية المقدسة | مملكة صقلية · مملكة فرنسا · دوقيات لومبارد · الدولة البابوية · صرب (دوكليا و‌راشكا)                                                             |
| 1043              | 1043              | الحرب البيزنطية الروسية جزء من الحروب البيزنطية الروسية | الإمبراطورية البيزنطية | روس الكييفية |
| 1046              | 1046              | انتفاضة وثنية الفاتا                                    | وثنيون مجريون | بيتر أورشيولو |
| 1048              | 1308              | الحروب السلجوقية البيزنطية                              | الدولة السلجوقية (1048–1092) · سلطنة سلاجقة الروم (1077–1308) | الإمبراطورية البيزنطية إمبراطورية نيقية (1204–1261) إمبراطورية طرابزون (1204–1308) الدول الصليبية                                              |
| 1051              | 1063              | حرب التسع سنوات السابقة                                 | اليابان | عشيرة آبي |
| 1061              | 1091              | الغزو النورماني لصقلية                                  | كونتية بوليا كونتية صقلية (1071-1091) | إمارة صقلية الدولة الزيرية (1063-1068) |
| 1064              | 1064              | حصار بربشتر                                             | مملكة أرغون · كونتية أورغل · دوقية آكيتاين · الدولة البابوية | طائفة لاردة |
| 1064              | 1066              | الحرب النورمانية البرطانية                              | مملكة إنجلترا · دوقية نورماندي | دوقية برطانية |
| 1065              | 1067              | حرب الثلاثي الملكي سانشوس                               | مملكة قشتالة | مملكة نبرة مملكة أرغون |
| 1066              | 1066              | معركة جسر ستامفورد                                      | مملكة إنجلترا | مملكة النرويج إرلية أوركني متمردون إنجليز |
| 1066              | 1088              | غزو النورمان لإنجلترا                                   | دوقية نورماندي | مملكة إنجلترا |
| 1066              | 1165              | غزو النورمان لويلز                                      | ممالك ويلز | دوقية نورماندي |
| 1066              | 1067              | معركة نهر نيميغا                                        | إمارة كييف إمارة تشرنيغوف إمارة بيرياسلافل | إمارة بولوتسك |
| 1068              | 1069              | انتفاضة كييف 1068                                       | روس الكييفية | فيتش كييف |
| 1071              | 1071              | معركة بيدروسو                                           | مملكة جليقية | كونتية البرتغال |
| 1072              | 1072              | معركة غولبخيرا                                          | مملكة قشتالة | مملكة ليون |
| 1072              | 1073              | انتفاضة جورجي فويته                                     | الإمبراطورية البيزنطية | بلغار متمردون |
| 1073              | 1075              | تمرد الساكسون                                           | الإمبراطورية الرومانية المقدسة | دوقية ساكسونيا |
| 1074              | 1203              | الحروب السلجوقية الجورجية                               | مملكة جورجيا | الدولة السلجوقية · أتابكة أذربيجان · سلطنة سلاجقة الروم                                                                                        |
| 1075              | 1075              | تمرد الإيرلات                                           | دوقية نورماندي | متمردون إنجليز |
| 1075              | 1082              | ثورة فارندرا                                            | فارندرا | إمبراطورية بالا |
| 1077              | 1088              | ثورة الساكسون الكبرى                                    | الإمبراطورية الرومانية المقدسة | نبلاء ساكسون |
| 1083 (مُختلف عليه) | 1089 (مُختلف عليه) | حرب السنوات الثلاث اللاحقة                              | عشيرة كيوهارا | مقاطعة موتسو |
| 1088              | 1088              | تمرد الإنجليز 1088                                      | | |
| 1096              | 1099              | الحملة الصليبية الأولى جزء من الحملات الصليبية          | الصليبيون · مملكة فرنسا - كونتية أوفيرن - كونتية بلوا - كونتية طلوشة - كونتية بولوني - دوقية بورغونيا - كونتية فلانديرز - دوقية نورماندي - أبرشية لو بوي أون فيلاي - دوقية برطانية - فرماندوا الإمبراطورية الرومانية المقدسة - جمهورية جنوة كونتية صقلية - إمارة تارانتو كونتية بوليا وقلورية · الحلفاء الأوروبيون الشرقيون · الإمبراطورية البيزنطية · مملكة قيليقية الأرمينية | المسلمون · الدولة الفاطمية · الدولة السلجوقية - سلطنة سلاجقة الروم - دانشمنديون - إمارة حلب السلجوقية - إمارة دمشق السلجوقية - الدولة العباسية |
| 1097              | 1097              | غزو تشولا لكالينغا                                      | إمبراطورية تشولا | كالينغا |

## 1100–1199
| بداية    | نهاية    | اسم النزاع                                               | المتحاربون                                                                                                   | المتحاربون |
| بداية    | نهاية    | اسم النزاع                                               | الأطراف المنتصرة (إن وُجِدت)                                                                                   | الأطراف المهزومة (إن وُجِدت) |
| -------- | -------- | -------------------------------------------------------- | --- | --- |
| صيف 1101 | صيف 1101 | الحملة الصليبية 1101 جزء من الحملات الصليبية             | سلطنة سلاجقة الروم · دانشمنديون · إمارة حلب السلجوقية                                                        | الصليبيون · مملكة فرنسا - دوقية بورغونيا - كونتية بلوا - كونتية نيفارص - كونتية فرماندوا دوقية آكيتاين · الإمبراطورية الرومانية المقدسة - كونتية برغونية - دوقية بافاريا - مرغريفية النمسا - جمهورية جنوة الإمبراطورية البيزنطية · الدولة البابوية |
| 1101     | 1101     | معركة الرملة الأولى جزء من الحملات الصليبية              | مملكة بيت المقدس                                                                                             | الدولة الفاطمية |
| 1102     | 1102     | معركة الرملة الثانية جزء من الحملات الصليبية             | الدولة الفاطمية                                                                                              | مملكة بيت المقدس |
| 1110     | 1110     | غزو تشولا لكالينغا                                       | إمبراطورية تشولا                                                                                             | كالينغا |
| 1113     | 1115     | الحملة على جزر البليار 1113–1115 جزء من الحملات الصليبية | جمهورية بيزا · الكونتيات الكتالونية · كونتية بروفنس · جيوديكاتية توريس · الدولة البابوية                     | طائفة ميورقة · الدولة المرابطية |
| 1122     | 1124     | الحملة البندقية الصليبية جزء من الحملات الصليبية         | جمهورية البندقية · مملكة بيت المقدس · كونتية طرابلس                                                          | الدولة الفاطمية · الدولة السلجوقية |
| 1107     | 1119     | حملة محمد بن ملكشاه على الدولة النزارية                  | الدولة السلجوقية                                                                                             | الدولة الإسماعيلية النزارية |
| 1125     | 1208     | حروب جين سونغ                                            | سلالة جين | سلالة سونغ |
| 1127     | 1129     | الحرب البيزنطية المجرية (1127–29)                        | الإمبراطورية البيزنطية                                                                                       | مملكة المجر · إمارة صربيا الكبرى |
| 1130     | 1240     | الحرب الأهلية النرويجية                                  | الأدعياء | الأرستقراطيون |
| 1135     | 1154     | حرب اللاسلطوية                                           | ستيفن ملك إنجلترا                                                                                            | الإمبراطورة ماتيلدا هنري الثاني |
| 1144     | 1162     | حروب بو                                                  | أسرة برشلونة                                                                                                 | عائلة بو |
| 1145     | 1149     | الحملة الصليبية الثانية جزء من الحملات الصليبية          | سلطنة سلاجقة الروم · الدولة المرابطية · الدولة الزنكية · الدولة العباسية · الدولة الفاطمية                   | مملكة بيت المقدس · مملكة فرنسا · الإمبراطورية الرومانية المقدسة · مملكة البرتغال · مملكة قشتالة · كونتية برشلونة · مملكة ليون · الإمبراطورية البيزنطية · مملكة صقلية · مملكة إنجلترا                                                               |
| 1147     | 1242     | الحملات الصليبية الشمالية جزء من الحملات الصليبية        | الدنمارك السويد الليفونيون فرسان تيوتون                                                                      | إستونيون أوسليون ساميغاليون كورونيون لاتغاليون سلونيون ليفونيون بروسيون صقالبة بولابيون |
| 1156     | 1156     | تمرد هوغن                                                | الإمبراطور غو شيراكاوا                                                                                       | الإمبراطور سوتوكو |
| 1160     | 1160     | تمرد هيجي                                                | عشيرة تايرا                                                                                                  | عشيرة ميناموتو |
| 1169     | 1175     | غزو النورمان لأيرلندا                                    | دوقية نورماندي                                                                                               | مملكة أولستر مملكة ميد مملكة لينستر مملكة مونستر مملكة كوناكت |
| 1169     | 1177     | الحرب الأهلية البانديائية                                | فصيل باراكراما البانديائي الثاني مملكة بولوناروا                                                             | فصيل كولاسيخاارا سلالة تشولا |
| 1171     | 1172     | الحرب البيزنطية البندقية                                 | الإمبراطورية البيزنطية                                                                                       | جمهورية البندقية |
| 1173     | 1174     | التمرد الإنجليزي 1173–1174                               | ملكيون إنجليز                                                                                                | متمردون إنجليز · مملكة فرنسا · مملكة اسكتلندا · كونتية فلانديرز · كونتية بولوني · دوقية برطانية |
| 1177     | 1177     | معركة تل الجزر جزء من الحملات الصليبية                   | مملكة بيت المقدس                                                                                             | الدولة الأيوبية |
| 1179     | 1179     | معركة مرج عيون جزء من الحملات الصليبية                   | الدولة الأيوبية                                                                                              | مملكة بيت المقدس · فرسان الهيكل |
| 1179     | 1179     | معركة مخاضة يعقوب جزء من الحملات الصليبية                | الدولة الأيوبية                                                                                              | مملكة بيت المقدس |
| 1180     | 1185     | حرب غنبيه                                                | عشيرة ميناموتو                                                                                               | عشيرة تايرا |
| 1182     | 1182     | معركة كوكب الهوا جزء من الحملات الصليبية                 | مملكة بيت المقدس                                                                                             | الدولة الأيوبية |
| 1183     | 1183     | معركة الفولة جزء من الحملات الصليبية                     | مملكة بيت المقدس                                                                                             | الدولة الأيوبية |
| 1185     | 1204     | انتفاضة آسين وبيتر                                       | الإمبراطورية البلغارية                                                                                       | الإمبراطورية البيزنطية |
| 1187     | 1187     | معركة عين جوزة جزء من الحملات الصليبية                   | الدولة الأيوبية                                                                                              | مملكة بيت المقدس |
| 1187     | 1187     | معركة حطين جزء من الحملات الصليبية                       | الدولة الأيوبية                                                                                              | مملكة بيت المقدس · كونتية طرابلس · إمارة أنطاكية |
| 1189     | 1192     | الحملة الصليبية الثالثة جزء من الحملات الصليبية          | مملكة بيت المقدس · مملكة إنجلترا · مملكة فرنسا · الإمبراطورية الرومانية المقدسة · فرسان الهيكل · مملكة صقلية | الدولة الأيوبية · الدولة الزنكية · الإمبراطورية البيزنطية |
| 1191     | 1191     | الغزو الصليبي لقبرص جزء من الحملة الصليبية الثالثة       | مملكة إنجلترا                                                                                                | إسحاق كومنينوس حاكم قبرص |
| 1197     | 1198     | الحملة الصليبية في 1197 جزء من الحملات الصليبية          | الإمبراطورية الرومانية المقدسة                                                                               | الدولة الأيوبية |
| 1198     | 1290     | الحملة الصليبية الليفونية جزء من الحملات الصليبية        | أخوة السيف الليفونيون التنظيم الليفوني الدنمارك السويد                                                       | شعوب فينية أوغرية - ليفونيون - إستونيون - أوسليون شعوب البلطيق - لاتغاليون - سلونيون - كورونيون - ساميغاليون |

## 1200–1299
| بداية | نهاية | اسم النزاع                                                 | المتحاربون | المتحاربون |
| بداية | نهاية | اسم النزاع                                                 | الأطراف المنتصرة (إن وُجِدت) | الأطراف المهزومة (إن وُجِدت) |
| ----- | ----- | ---------------------------------------------------------- | --- | --- |
| 1201  | 1219  | حرب خلافة عرش أنطاكية                                      | قوات بوهيموند الرابع · فرسان الهيكل · إمارة حلب الأيوبية · مملكة بيت المقدس · سلطنة سلاجقة الروم                                                  | قوات ريموند روبن · مملكة قيليقية · فرسان الإسبتارية |
| 1202  | 1204  | الحملة الصليبية الرابعة جزء من الحملات الصليبية            | الإمبراطورية الرومانية المقدسة · جمهورية البندقية · مرغريفية مونفيراتو                                                                            | الإمبراطورية البيزنطية |
| 1204  | 1206  | الحملة الجورجية على خالديا                                 | مملكة جورجيا | الإمبراطورية البيزنطية |
| 1202  | 1204  | الغزو الفرنسي لنورماندي                                    | مملكة فرنسا · دوقية برطانية · سلالة لوزينيان | مملكة إنجلترا |
| 1203  | 1206  | الحرب الدنيئة                                              | كونتية هولندا · مملكة إنجلترا · أسرة فلف | كونتية لون · مملكة فرنسا · هوهنشتاوفن · كونتية فلانديرز · دوقية ليمبورغ · دوقية برابنت · أسقفية أوترخت · أسقفية أمير لييج |
| 1204  | 1261  | الحروب البلغارية اللاتينية                                 | الإمبراطورية البلغارية | الإمبراطورية اللاتينية |
| 1206  | 1337  | غزوات المغول                                               | إمبراطورية المغول | شيا الغربية · سلالة جين · منشوريا · مملكة دالي · الدولة الخوارزمية · الدولة القراخطائية · سلالة سونغ · روس الكييفية · مملكة الصقالبة · الإمبراطورية البيزنطية · مملكة بولندا · مملكة المجر · مملكة كرواتيا · مملكة صربيا · الإمبراطورية البلغارية · سلطنة سلاجقة الروم · إمبراطورية طرابزون · الدول الصليبية · داي فييت · مملكة سوكوتاي · الدولة المملوكية · الدولة العباسية · غوريو · اليابان · مملكة باغان · تشامبا · سينغهاساري · |
| 1208  | 1209  | تمرد لومبارد                                               | الإمبراطورية اللاتينية - مملكة سالونيك | بارونات متمردون |
| 1209  | 1229  | الحملة الصليبية على الكثار جزء من الحملات الصليبية         | مملكة فرنسا | كونتية طلوشة · مملكة أرغون |
| 1211  | 1211  | الانتفاضة الويلزية 1211                                    | مملكة إنجلترا | ليويلين العظيم |
| 1213  | 1214  | الحرب الإنجليزية الفرنسية                                  | مملكة فرنسا | مملكة إنجلترا |
| 1213  | 1221  | الحملة الصليبية الخامسة جزء من الحملات الصليبية            | الدولة الأيوبية | الإمبراطورية اللاتينية · مملكة قبرص · سلطنة سلاجقة الروم · الإمبراطورية الرومانية المقدسة · دوقية النمسا · فرسان الهيكل · فرسان تيوتون · فرسان الإسبتارية · مملكة المجر · كونتية هولندا · مملكة فرنسا · الدولة البابوية |
| 1214  | 1214  | معركة بوفين                                                | مملكة فرنسا | أسرة فلف · كونتية فلانديرز · مملكة إنجلترا · كونتية بولوني |
| 1215  | 1217  | حرب البارونات الأولى                                       | مملكة إنجلترا | بارونات متمردون · مملكة فرنسا |
| 1216  | 1218  | الغزو المغولي للدولة القراخطائية                           | إمبراطورية المغول | الدولة القراخطائية |
| 1216  | 1222  | حرب خلافة الشامبانية                                       | كونتية شامبانيا · مملكة فرنسا · الإمبراطورية الرومانية المقدسة · دوقية بورغونيا · دوقية بار · الدولة البابوية                                     | معظم البارونات المحليين في حدود شامبانيا الشرقية والغربية، متحدين تحت قيادة إرارد من برين المطالب بالعرش بزواجه من فيليبا قريبة ثيوبالد الرابع. · دوقية لورين |
| 1228  | 1229  | الحملة الصليبية السادسة جزء من الحملات الصليبية            | الإمبراطورية الرومانية المقدسة · فرسان تيوتون | مملكة قبرص · آل إبيلين · الدولة الأيوبية |
| 1228  | 1243  | حرب لومبارد                                                | مملكة قبرص · الفصيل المعادي للإمبريالية في مملكة بيت المقدس · جمهورية جنوة · فرسان الهيكل · البابوية الكاثوليكية                                  | الإمبراطورية الرومانية المقدسة · الفصيل الموالي للإمبريالية في مملكة بيت المقدس · إمارة أنطاكية و‌كونتية طرابلس · جمهورية بيزا · فرسان الإسبتارية · فرسان تيوتون |
| 1230  | 1233  | الحملة الصليبية الدرينتية                                  | أسقفية أوترخت · فريزيون · بلدة خرونينغن | درينته مقاطعة خرونينغن |
| 1230  | 1333  | عداء درنباخ                                                | لاندغريفية هسن | عائلة ناساو |
| 1235  | 1242  | الحملة الصليبية على البوشناق جزء من الحملات الصليبية       | مملكة المجر | بانية البوسنة |
| 1239  | 1245  | حرب تلتو                                                   | | |
| 1242  | 1242  | حرب سانتوج                                                 | مملكة فرنسا | مملكة إنجلترا |
| 1240  | 1242  | الحملة الليفونية ضد الروس جزء من الحملات الصليبية الشمالية | جمهورية نوفغورود فلاديمير سوزدال | التنظيم الليفوني |
| 1242  | 1249  | انتفاضة بروسيا الأولى                                      | | |
| 1244  | 1254  | حرب خلافة العرش الفلمنكي                                   | | |
| 1247  | 1264  | حرب خلافة العرش التورينغني                                 | صوفيا من تورينغيا | هنري الثالث مرغريف مايسن |
| 1248  | 1250  | احتلال جنوة لرودس                                          | إمبراطورية نيقية | جمهورية جنوة · إمارة أخايا |
| 1248  | 1254  | الحملة الصليبية السابعة جزء من الحملات الصليبية            | الدولة الأيوبية · المماليك البحرية | مملكة فرنسا · فرسان الهيكل |
| 1251  | 1251  | حملة الرعاة الصليبية                                       | مملكة فرنسا | فلاحون |
| 1256  | 1258  | حرب خلافة عرش وابية                                        | إمارة أخايا · جمهورية جنوة | جمهورية البندقية · سلطان أثينا وثيفا · الحكم الثلاثي لنيغروبونتي · سلطان سالونا · مركيزية بودونيتسا |
| 1256  | 1270  | حرب القديس سابا                                            | جمهورية البندقية · كونتية يافا وعسقلان · فرسان الهيكل                                                                                             | جمهورية جنوة · فيليب من مونتفورت · جون من أرسوف · فرسان الإسبتارية |
| 1257  | 1259  | تمرد أربانون                                               | إمبراطورية نيقية | إمارة أربانون |
| 1260  | 1264  | الحرب الأهلية التولية                                      | قوبلاي خان | أريق بوخ |
| 1260  | 1274  | انتفاضة بروسيا الكبرى                                      | | |
| 1260  | 1323  | غزوات المغول للشام                                         | الدولة المملوكية · الدولة الأيوبية (حتى 1260) · القبيلة الذهبية من إمبراطورية المغول (بعد 1264) · متمردون قرمانيون · الدولة العباسية (في القاهرة) | الدولة الإلخانية · مملكة قيليقية الأرمينية · مملكة جورجيا · إمارة أنطاكية · كونتية طرابلس · القبيلة الذهبية من إمبراطورية المغول (1259-1264) · مملكة إنجلترا · فرسان الهيكل |
| 1262  | 1262  | حرب بركة-هولاكو جزء من تقسيم إمبراطورية المغول             | القبيلة الذهبية | الدولة الإلخانية |
| 1262  | 1266  | الحرب الاستكلندية النرويجية                                | مملكة اسكتلندا | النرويج |
| 1264  | 1267  | حرب البارونات الثانية                                      | القوات الموالية للملكية | البارونات المعاديون للملكية |
| 1266  | 1266  | معركة بينيفنتو جزء من غويلفيون وغيبلينيون                  | غويلفيون | غيبلينيون |
| 1268  | 1268  | حرب ماتشفا                                                 | مملكة المجر | مملكة صربيا |
| 1268  | 1301  | حرب قايدو-قوبلاي                                           | خانية جغتاي · القبيلة الذهبية | مملكة يوان · الدولة الإلخانية |
| 1269  | 1269  | الحملة الصليبية الكتالونية                                 | | |
| 1270  | 1270  | الحملة الصليبية الثامنة جزء من الحملات الصليبية            | الدولة الحفصية | مملكة فرنسا |
| 1270  | 1273  | تمرد سامبيولتشو                                            | غوريو · مملكة يوان | جيش سامبيولتشو |
| 1271  | 1272  | الحملة الصليبية التاسعة جزء من الحملات الصليبية            | المماليك البحرية | أنجو · مملكة قبرص · إمارة أنطاكية · مملكة إنجلترا · الدولة الإلخانية |
| 1272  | 1278  | حرب البقرة                                                 | | |
| 1274  | 1281  | الغزو المغولي لليابان                                      | اليابان | إمبراطورية المغول |
| 1275  | 1275  | ثورة مان 1275                                              | مملكة اسكتلندا | مملكة مان |
| 1276  | 1278  | حرب 6000 مارك                                              | الدنمارك | السويد |
| 1277  | 1280  | انتفاضة إفايلو                                             | الإمبراطورية البلغارية · الإمبراطورية البيزنطية · القبيلة الذهبية                                                                                 | فلاحون بقيادة إفايلو البلغاري |
| 1277  | 1283  | الغزو الإنجليزي لويلز                                      | مملكة إنجلترا | إمارة ويلز |
| 1277  | 1288  | الغزو المغولي الأول لبورما                                 | مملكة يوان | مملكة باغان |
| 1282  | 1302  | حرب صلاة الغروب الصقلية                                    | مملكة أرغون · مملكة تريناكريا | مملكة نابولي · مملكة فرنسا · مملكة ميورقة |
| 1283  | 1289  | حرب خلافة عرش ليمبورغ                                      | دوقية برابنت · كونتية برغ · كونتية مارك · كونتية لون · كونتية يوليش · كونتية تكلنبورغ · كونتية فالدك                                              | انتخابية قلونية · كونتية خيلدرز · كونتية لوكسمبرغ · سلطان لينييه · كونتية ناساو |
| 1289  | 1296  | حرب الخارجين عن القانون                                    | النرويج · دنماركيون خارجون عن القانون | الدنمارك |
| 1294  | 1294  | معركة المخاضة الحمراء                                      | عشيرة ماكدوغال | عشيرة كامبل |
| 1294  | 1303  | الحرب الإنجليزية الفرنسية                                  | مملكة فرنسا | مملكة إنجلترا |
| 1295  | 1299  | حرب كورتسولا                                               | جمهورية البندقية | جمهورية جنوة · الإمبراطورية البيزنطية (1295) |
| 1296  | 1302  | الحرب البيزنطية البندقية                                   | جمهورية البندقية | الإمبراطورية البيزنطية |
| 1296  | 1328  | حرب الاستقلال الاسكتلندية الأولى                           | مملكة اسكتلندا | مملكة إنجلترا |
| 1297  | 1305  | الحرب الفرنسية الفلانديرزية                                | مملكة فرنسا | كونتية فلانديرز |

## 1300–1399
| بداية       | نهاية          | اسم النزاع                                      | المتحاربون | المتحاربون |
| بداية       | نهاية          | اسم النزاع                                      | الأطراف المنتصرة (إن وُجِدت)                                                                                          | الأطراف المهزومة (إن وُجِدت) |
| ----------- | -------------- | ----------------------------------------------- | --- | --- |
| 1300        | 1301           | الغزو المغولي الثاني لبورما                     | مملكة مينساينغ | مملكة يوان |
| ق. القرن 14 | ق. القرن 14    | حرب كايسابي هفالسي                              | إنويت بقيادة كايسابي                                                                                                | شماليون بقيادة أنغورتوغ |
| 1303        | 1303           | غزو سيلهيت                                      | البنغال المستقلة (منشقون عن سلطنة دلهي)                                                                             | مملكة سريهاتا الغورية |
| 1308        | 1308           | سيطرة فرسان تيوتون على دانزيغ                   | فرسان تيوتون | مرغريفية براندنبورغ |
| 1309        | 1309           | حملة الفقراء الصليبية                           | دوقية برابنت | صليبيون |
| 1311        | 1312           | تمرد العمدة ألبرت                               | فواديسواف الأول | كراكوف |
| 1311        | 1318           | حرب دلهي وسينا                                  | سلطنة دلهي | إمبراطورية سينا |
| 1314        | 1318           | حرب إسين بوقا-أيورباروادا                       | مملكة يوان · الدولة الإلخانية                                                                                       | خانية جغتاي |
| 1314        | 1325           | الحرب الأهلية في الإمبراطورية الرومانية المقدسة | لودفيغ البافاري | فريدرخ الوسيم |
| 1315        | 1315           | معركة مورغارتن                                  | الاتحاد السويسري: · أوري · شويز · أنتروالدن                                                                         | دوقية النمسا |
| 1315        | 1318           | حملة بروس في أيرلندا                            | سلطة أيرلندا · مملكة إنجلترا                                                                                        | مملكة اسكتلندا |
| 1320        | 1320           | حملة الرعاة الصليبية                            | مملكة فرنسا | فلاحون |
| 1321        | 1322           | الحروب السويدية النوفغورودية                    | مملكة السويد | جمهورية نوفغورود |
| 1321        | 1322           | حرب دسبنسر                                      | ملكية إنجلترا | لوردات المسيرة |
| 1323        | 1328           | ثورة الفلاحين في فلاندرز 1323–1328              | فلاندرز · مملكة فرنسا                                                                                               | جيش الفلاحين |
| 1324        | 1326           | حرب متز                                         | جمهورية متز | انتخابية ترير · دوقية لورين · دوقية بار |
| 1326        | 1328           | حرب خلافة عرش روغن الأولى                       | غيرهارد من هولشتاين                                                                                                 | هنري الثاني |
| 1326        | 1329           | حرب هام                                         | بانية البوسنة | مملكة صربيا |
| 1326        | 1332           | الحرب البولندية التيوتونية                      | فرسان تيوتون | مملكة بولندا |
| 1327        | 1327           | انتفاضة تفير 1327                               | القبيلة الذهبية دوقية موسكو الكبرى فلاديمير سوزدال                                                                  | تفير |
| 1328        | 1332           | حرب العاصمتين                                   | فصيل خان بالق | فصيل شانغدو |
| 1331        | 1331           | الحرب الأهلية الصربية                           | فصيل ستيفان دوشان                                                                                                   | فصيل ستيفان أوروش الثالث |
| 1331        | 1333           | حرب غنكو                                        | موالون للإمبراطورية                                                                                                 | شوغن كماكورا |
| 1331        | 1337           | ثأر ألتس                                        | انتخابية ترير | إرينبورغ ألتس شونيك فالديك |
| 1332        | 1357           | حرب الاستقلال الاسكتلندية الثانية               | مملكة اسكتلندا · مملكة فرنسا                                                                                        | مملكة إنجلترا |
| 1337        | 1453           | حرب المئة عام                                   | مملكة فرنسا · تاج قشتالة · مملكة اسكتلندا · جمهورية جنوة · مملكة ميورقة · مملكة بوهيميا · تاج أرغون · دوقية برطانية | مملكة إنجلترا · دوقية بورغونيا · دوقية آكيتاين · مملكة البرتغال · مملكة نبرة · كونتية فلانديرز · كونتية هينو · الإمبراطورية الرومانية المقدسة |
| 1340        | 1349           | حرب طرابزون الأهلية                             | ميخائيل كومنينوس يوحنا الثالث سكولاريوي مانويل الثاني إمبراطور طرابزون                                              | آنا أناشوتلو نبلاء لازياس مرتزقة جورجيون |
| 1340        | 1392           | حروب غاليسيا فولينيا                            | مملكة بولندا · فصائل محلية · مملكة المجر · دوقية مازوفيا                                                            | دوقية ليتوانيا الكبرى · القبيلة الذهبية · فصائل محلية · دوقية لودومريا                                                                        |
| 1340        | 1396           | الحروب العثمانية البلغارية                      | الدولة العثمانية | الإمبراطورية البلغارية |
| 1341        | 1364           | حرب خلافة عرش برطانية جزء من حرب المئة عام      | مملكة إنجلترا | مملكة فرنسا |
| 1341        | 1347           | الحرب الأهلية البيزنطية 1341-1347               | يوحنا السادس قانتاقوزن                                                                                              | يوحنا الخامس باليولوج |
| 1342        | 1342           | معركة زافا                                      | آل كرت | سربداريون |
| 1342        | 1346           | حرب كونتات تورينغن                              | آل فتين | آل شفارسبرغ |
| 1342        | 1354           | حرب خلافة عرش روغن الثانية                      | دوقية بوميرانيا-فولغاست                                                                                             | آل مكلنبورغ |
| 1343        | 1346           | انتفاضة القديس جرجس الليلية                     | فرسان تيوتون · الدنمارك                                                                                             | فيرونيون أوسليون |
| 1347        | 1352           | حملات لويس الأول النابولية                      | مملكة المجر | مملكة نابولي |
| 1348        | 1349           | الحرب البيزنطية الجنوية                         | الإمبراطورية البيزنطية                                                                                              | جمهورية جنوة |
| 1350        | 1490           | حروب السنارة والقد                              | اتحاد السنارة | اتحاد القد |
| 1351        | 1368           | تمرد العمامة الحمراء                            | سلالة مينغ داهان مملكة داتشو إمبراطورية تيانوان إمبراطورية داتشيا                                                   | مملكة يوان |
| 1352        | 1357           | الحرب الأهلية البيزنطية 1352-1357               | يوحنا الخامس باليولوج                                                                                               | يوحنا السادس قانتاقوزن |
| 1353        | 1354           | الحرب البنغالية الدلهية                         | سلطنة البنغال | سلطنة دلهي |
| 1356        | 1375           | حرب الملكين بيدرو                               | تاج أرغون · بدعم من: · إنريكي تراستمارا · مملكة فرنسا                                                               | تاج قشتالة · بدعم من: · مملكة إنجلترا · جمهورية جنوة · مملكة البرتغال · مملكة نبرة · مملكة غرناطة                                             |
| 1357        | 1366           | تمرد سباه                                       | مملكة يوان | متمردون سيمو مسلمون |
| 1358        | 1358           | الجاكية                                         | مملكة فرنسا | فلاحون فرنسيون |
| 1362        | 1457           | حرب العصابات                                    | عائلات غامبوينو | عائلات أوناسينو |
| 1363        | 1368           | ثورة القديس تيطس                                | جمهورية البندقية | إقطاعيون كريتيون |
| 1366        | 1369           | الحرب الأهلية القشتالية                         | تاج قشتالة (بقيادة الملك بيدرو) · مملكة إنجلترا                                                                     | تاج قشتالة (بقيادة إنريكي تراستمارا) · مملكة فرنسا · تاج أرغون                                                                                |
| 1370        | 1388           | حرب خلافة عرش لونبورغ                           | ماغنوس الثاني دوق براونشفايغ-لونبورغ                                                                                | فنسسلاوس الأول دوق ساكس فيتنبرغ |
| 1371        | 1379           | حرب خلافة عرش خيلدرز الأولى                     | دوقية يوليش · فصيل برونكهورست                                                                                       | كونتية بلوة · فصيل هيكيرين |
| 1373        | 1379           | الحرب الأهلية البيزنطية 1373–1379               | يوحنا الخامس باليولوج · الدولة العثمانية · جمهورية البندقية                                                         | أندرونيكوس الرابع باليولوج · صاووجي بك · جمهورية جنوة                                                                                         |
| 1375        | 1378           | حرب القديسين الثمانية                           | الدولة البابوية | فلورنسا · ميلانو · سيينا |
| 1378        | 1381           | حرب كيودجا                                      | جمهورية البندقية | جمهورية جنوة |
| 1378        | 1384           | ثورة توتشين جزء من حرب المئة عام                | مملكة فرنسا | عمال |
| 1380        | 1380           | معركة كوليكوفو                                  | دوقية موسكو الكبرى · إمارة بلوزيرو · إمارة روستوف · إمارة ياروسلافل · إمارة نيزهني نوفغورود سوزدال · إمارة موروم    | القبيلة الذهبية |
| 1381        | 1381           | ثورة الفلاحين                                   | مملكة إنجلترا | فلاحون إنجليز |
| 1381        | 1384           | الحرب الأهلية الليتوانية (1381–1384)            | دوقية ليتوانيا الكبرى                                                                                               | فرسان تيوتون · ساموغيشا |
| 1381        | 1382           | غزو مينغ ليوان                                  | سلالة مينغ | مملكة يوان |
| 1382        | 1382           | آريل                                            | مملكة فرنسا | فلاحون فرنسيون |
| 1382        | 1383           | حملة دسبنسر الصليبية                            | مملكة فرنسا · كونتية فلانديرز · بابوية أفينيون                                                                      | مملكة إنجلترا · غنت · الدولة البابوية |
| 1382        | 1385           | الحرب الأهلية البولندية الكبرى                  | زيمالا | ناليش |
| 1383        | 1385           | أزمة 1383-1385                                  | مملكة البرتغال · مملكة إنجلترا                                                                                      | تاج قشتالة · مملكة فرنسا |
| عقد 1380    | أوائل عقد 1390 | حرب توختاميش وتيمورلنك                          | تيموريون | القبيلة الذهبية |
| 1385        | 1402           | عداء دونا                                       | مرغريفية مايسن | بورغرافية دونا |
| 1385        | 1424           | حرب الأربعين عامًا                               | السلام بين: | السلام بين: |
| 1385        | 1424           | حرب الأربعين عامًا                               | مملكة أفا | مملكة هانثاوادي |
| 1386        | 1404           | غزوات تيمورلنك لجورجيا                          | تيموريون | مملكة جورجيا |
| 1387        | 1389           | حرب المدن (1387–1389)                           | دوقية بافاريا | رابطة المدن الشفابية |
| 1389        | 1389           | عداء كرونبرغر                                   | | |
| 1398        | 1398           | حملة تدليس الصليبية                             | مملكة أرغون | بنو زيان |
| 1399        | 1400           | تمرد الغطاس                                     | مملكة إنجلترا | متمردون إنجليز |
| 1399        | 1402           | حملة جينغنان                                    | الأمير يان | سلالة مينغ بقيادة الإمبراطور جيانون |

## 1400–1499
| بداية        | نهاية        | اسم النزاع                                               | المتحاربون | المتحاربون |
| بداية        | نهاية        | اسم النزاع                                               | الأطراف المنتصرة (إن وُجِدت)                                                                                              | الأطراف المهزومة (إن وُجِدت) |
| ------------ | ------------ | -------------------------------------------------------- | --- | --- |
| 1400         | 1400         | الغزو الإنجليزي لاسكتلندا                                | مملكة اسكتلندا | مملكة إنجلترا |
| 1400         | 1420         | انتفاضة غليندور                                          | مملكة إنجلترا | متمردون ويلزيون · مملكة فرنسا                                                                                                 |
| 1402         | 1402         | معركة أنقرة                                              | الدولة التيمورية | الدولة العثمانية · سيادة ساتي وداغنوم · مقاطعة يونيما · إمارة دوكاجيني · الديسبوتية الصربية · وحدات الأفلاق                   |
| 1402         | 1413         | عهد الفترة العثماني                                      | فصيل محمد الأول | فصيل عيسى جلبي فصيل موسى جلبي فصيل سليمان جلبي فصيل مصطفى جلبي                                                                |
| 1402         | 1496         | غزو جزر الكناري                                          | اتحاد قشتالة و‌أرغون | غوانش |
| 1403         | 1403         | تمرد بيرسي                                               | مملكة إنجلترا | متمردون إنجليز |
| 1404         | 1406         | حرب باريغريغ                                             | البلاط الغربي | البلاط الشرقي |
| 1405         | 1405         | تمرد سكروب                                               | مملكة إنجلترا | متمردون إنجليز |
| 1406         | 1407         | حرب مينغ وهو                                             | سلالة مينغ | سلالة هو |
| 1407         | 1435         | الحرب الأهلية الأرمنياكية البرغزنية جزء من حرب المئة عام | حزب أرمانياك | حزب برغندي · إنجلترا |
| 1407         | 1427         | الهيمنة الصينية الرابعة لفيتنام                          | سلالة مينغ | سلالة هو |
| 1409         | 1411         | الحرب البولندية الليتوانية التوتونية                     | مملكة بولندا · دوقية ليتوانيا الكبرى                                                                                    | فرسان تيوتون |
| 1410 أو 1411 | 1410 أو 1411 | حرب مينغ وكوتي                                           | سلالة مينغ | مملكة كوتي |
| 1413         | 1413         | ثورة الكابوتشين جزء من حرب المئة عام                     | أرمنياك | كابوتشين |
| 1413         | 1415         | الحرب الفريزية الكبرى                                    | شيرينجريون آل هيكرين معادون الأونستاس أبدينيون                                                                          | فتكوبريون فان برونكهورست أونستاس آل توم بروك                                                                                  |
| 1413         | 1418         | عداء كورباخ                                              | هنري السابع كونت فالدك                                                                                                  | لوردات بادبرغ |
| 1414         | 1414         | حرب المجاعة                                              | مملكة بولندا · دوقية ليتوانيا الكبرى                                                                                    | فرسان تيوتون · مرتزقة |
| 1414         | 1414         | تمرد أولدكاسل                                            | مملكة إنجلترا | لولارديون |
| 1418         | 1427         | انتفاضة لام سون                                          | لام سون | سلالة مينغ |
| 1419         | 1419         | حملة غهاي الشرقية                                        | عشيرة سو | مملكة جوسون |
| 1419         | 1434         | حروب الهوسيين                                            | الإمبراطورية الرومانية المقدسة · ملكيون · مملكة المجر · الدولة البابوية · هوسيون مُراقَبون (أوتراقيون) · مرتزقة صرب       | هوسيون (1419–1423) هوسيون متطرفون (تابوريتيون و‌أوربيتيون) (1423–1434)                                                         |
| 1420         | 1422         | الحرب البافارية                                          | بافاريا لاندسهوت بافاريا ميونخ                                                                                          | بافاريا إنغولشتات |
| 1421         | 1422         | حرب الثور جزء من الحرب البافارية                         | بافاريا لاندسهوت | كونتية هاغ |
| 1422         | 1422         | حصار القسطنطينية                                         | الإمبراطورية البيزنطية                                                                                                  | الدولة العثمانية |
| 1422         | 1430         | فتح سالونيك                                              | الدولة العثمانية | الإمبراطورية البيزنطية · جمهورية البندقية                                                                                     |
| 1422         | 1422         | حرب غلوب                                                 | مملكة بولندا · دوقية ليتوانيا الكبرى · إمارة مولدافيا                                                                   | فرسان تيوتون · مرتزقة وفرسان متعددون من بقية أوروبا                                                                           |
| 1423         | 1424         | حرب لاكويلا                                              | لاكويلا · دوقية ميلانو · مملكة نابولي · الدولة البابوية                                                                 | براتشيو دا مونتوني |
| 1425         | 1453         | حرب موسكو الأهلية                                        | حزب فاسيلي الأعمى | حزب فاسيلي كوسوي حزب دميتري شيميكا                                                                                            |
| 1425         | 1454         | الحروب اللومباردية                                       | دوقية ميلانو | جمهورية البندقية |
| 1426         | 1435         | الحرب الدنماركية الهانزية                                | الرابطة الهانزية · هولشتاين رندسبورغ                                                                                    | اتحاد كالمار · بوميرانيا بارث                                                                                                 |
| 1427         | 1427         | حرب ماينز وهيسيان                                        | | |
| 1428         | 1428         | انتفاضة شوتشو                                            | فلاحون | شوغونية موروماتشي |
| 1428         | 1443         | عداء نيفيل                                               | رالف نيفيل إيرل واستمورلند الأول                                                                                        | ريتشارد نيفيل إيرل سالزبوري الخامس                                                                                            |
| 1431         | 1435         | الحرب البولندية التيوتونية (1431–1435)                   | مملكة بولندا | فرسان تيوتون |
| 1431         | 1435         | الإرماندينو الأولى                                       | مملكة جليقية | فلاحون |
| 1431         | 1435         | الحرب الأهلية الليتوانية (1432–1438)                     | دوقية ليتوانيا الكبرى الغربية (دوقية ساموغيتيا، فويفودية تراكي، فويفودية فيلنيوس، بودلاشيا) · مملكة بولندا · هوسيون     | دوقية ليتوانيا الكبرى الشرقية (بولوتسك، فيتيبسك، سمولينسك، كييف، فولينيا) · فرسان تيوتون · التنظيم الليفوني · القبيلة الذهبية |
| 1432         | 1436         | الثورة الألبانية (1432–1436)                             | الدولة العثمانية | ثوار ألبان |
| 1434         | 1436         | تمرد إنغلبركت                                            | متمردون سويديون | اتحاد كالمار |
| 1436         | 1437         | عداء بيوك                                                | حزب كارل الثامن ملك السويد                                                                                              | حزب إريك بيوك |
| 1436         | 1449         | حملات لوتشوان-بينغميان                                   | قبائل التاي | سلالة مينغ |
| 1437         | 1438         | ثورة فلاحي ترانسيلفانيا                                  | أرستقراطية ترانسيلفانيا                                                                                                 | صغار النبلاء وفلاحو ترانسيلفانيا                                                                                              |
| 1438         | 1441         | الحرب الهولندية الهانزية                                 | دوقية بورغونيا · الأراضي المنخفضة البورغندية                                                                            | الرابطة الهانزية · إمارة لونبورغ · مكلنبورغ · دوقية بوميرانيا · دوقية هولشتاين · ولاية بريمن · مرغريفية براندنبورغ            |
| 1440         | 1440         | براغري                                                   | مملكة فرنسا | نبالة فرنسية |
| 1440         | 1446         | حرب زيورخ القديمة                                        | الاتحاد السويسري القديم                                                                                                 | مدينة زيورخ الإمبراطورية · أقصى النمسا · مملكة فرنسا                                                                          |
| 1444         | 1444         | معركة تورفيول                                            | عصبة ليجه | الدولة العثمانية |
| 1444         | 1449         | عداء زوست                                                | زوست | ديتريخ الثاني من مويرس |
| 1446         | 1451         | الحرب الساسكونية الأخوية                                 | فريدرخ الثاني | فيلهلم الثالث |
| 1447         | 1448         | الحرب الألبانية البندقية                                 | عصبة ليجه | جمهورية البندقية الدولة العثمانية                                                                                             |
| 1449         | 1449         | معركة تومو                                               | الأويرات | سلالة مينغ |
| 1449         | 1450         | الحرب المرغريفية الأولى                                  | مدينة نورنبرغ الحرة | إمارة أنسباخ |
| 1449         | 1453         | ثورة غنت (1449–1453)                                     | دوقية بورغونيا | غنت |
| 1449         | 1454         | غزو كوتي لمملكة جفنا                                     | مملكة كوتي | مملكة جفنا |
| 1450         | 1450         | تمرد جاك كيد                                             | مملكة إنجلترا | فلاحون إنجليز |
| 1451         | 1455         | حرب نبرة الأهلية                                         | خوان الثاني | كارلوس الرابع |
| 1453         | 1453         | فتح القسطنطينية                                          | الدولة العثمانية | الإمبراطورية البيزنطية · جمهورية جنوة                                                                                         |
| 1453         | 1454         | ثورة المورة 1453–1454                                    | ديسبوتية المورة | فلاحون |
| 1453         | 1454         | نزاع أسرتي بيرسي ونيفل                                   | آل نيفل | آل بيرسي |
| 1454         | 1466         | حرب الثلاثة عشر عامًا                                     | اتحاد بروسيا · مملكة بولندا                                                                                             | إمارة نظام التيوتون |
| 1454         | 1519         | حرب الزهرة                                               | إمبراطورية الآزتيك | تلاكسكالا تشولولا |
| 1455         | 1455         | عداء كورتيناي وبونفيل                                    | توماس دي كورتيناي إيل ديفون الخامس                                                                                      | ويليام بونفيل بارون بونفيل الأول                                                                                              |
| 1455         | 1487         | حرب الوردتين                                             | أسرة لانكستر | أسرة يورك |
| 1456         | 1456         | حصار بلغراد (1456)                                       | مملكة المجر · الديسبوتية الصربية · صليبيون                                                                              | الدولة العثمانية |
| 1456         | 1474         | حرب أيوثايا ولانا                                        | مملكة أيوثايا | مملكة لانا |
| 1457         | 1457         | حرب كوشامين                                              | آينو | واجين |
| 1459         | 1463         | الحرب البافارية (1459–1463)                              | مرغريفية براندنبورغ | بافاريا لاندسهوت |
| 1461         | 1461         | تمرد ساو تشين                                            | سلالة مينغ | ساو تشين |
| 1462         | 1462         | الهجوم الليلي على ترجوفيشت                               | الأفلاق | الدولة العثمانية |
| 1462         | 1472         | الحرب الأهلية الكتالونية                                 | تاج أرغون | متمردون كتالونيون |
| 1464         | 1472         | حرب خلافة عرش شتشين                                      | مرغريفية براندنبورغ | دوقية بوميرانيا |
| 1465         | 1465         | ثورة المغرب 1465                                         | أشراف مدينة فاس | الدولة المرينية |
| 1465         | 1465         | حملة بلابان 1465                                         | عصبة ليجه | الدولة العثمانية |
| 1465         | 1465         | حرب الصالح العام                                         | دوقية بورغونيا | مملكة فرنسا |
| 1465         | 1468         | حروب لياج                                                | دوقية بورغونيا | أسقفية أمير لياج |
| 1467         | 1469         | الإرماندينو الثانية                                      | مملكة جليقية | فلاحون |
| 1467         | 1477         | حرب أونين                                                | عشيرة هوسوكاوا عشيرة هاتاكياما عشيرة شيبا                                                                               | عشيرة يامانا عشيرة أوتشي عشيرة هاتاكياما                                                                                      |
| 1467         | 1479         | حرب الكهنة                                               | مملكة بولندا | أسقفية فارميا |
| 1468         | 1478         | الحرب البوهيمية المجرية (1468–1478)                      | مملكة المجر | مملكة بوهيميا |
| 1468         | 1469         | حرب بوكلر                                                | دوقية بافاريا | بوكلربوند |
| 1470         | 1471         | الحرب الدنماركية السويدية (1470–71)                      | السويد | الدنمارك · فرسان ألمان |
| 1470         | 1474         | حرب أوترخت الأهلية الأولى                                | سنانير أوترخت | سمك القد في أوترخت |
| 1471         | 1471         | حرب تشامبا وفيتنام (1471)                                | أسرة لي | تشامبا |
| 1474         | 1477         | الحروب البورغونية                                        | الاتحاد السويسري | دوقية بورغونيا |
| 1475         | 1479         | حرب الخلافة القشتالية                                    | أنصار إيزابيلا · تاج أرغون                                                                                              | أنصار خوانا · مملكة البرتغال · مملكة فرنسا                                                                                    |
| 1476         | 1746         | الحرب العثمانية المولدافية 1476                          | | |
| 1477         | 1488         | الحرب النمساوية المجرية (1477–1488)                      | مملكة المجر | الإمبراطورية الرومانية المقدسة                                                                                                |
| 1479         | 1480         | الحرب الفيتنامية اللاوية (1479–80)                       | داي فييت | مملكة لان سانغ موانغ فوان مملكة لانا                                                                                          |
| 1480         | 1480         | حصار رودس (1480)                                         | فرسان الإسبتارية | الدولة العثمانية |
| 1480         | 1510         | حرب النترات                                              | دولة تاراسكان | بوريبتشا |
| 1481         | 1483         | حرب أوترخت الأهلية الثانية                               | سنانير أوترخت | سمك القد في أوترخت |
| 1482         | 1484         | حرب فيرارا                                               | جمهورية البندقية · الدولة البابوية                                                                                      | دوقية فيرارا · مملكة نابولي                                                                                                   |
| 1482         | 1492         | حرب غرناطة                                               | اتحاد تاج قشتالة و‌تاج أرغون                                                                                             | مملكة غرناطة |
| 1483         | 1483         | تمرد باكنغهام                                            | مملكة إنجلترا | متمردون إنجليز |
| 1483         | 1485         | ثورة الفلمنك 1483                                        | الأراضي المنخفضة الهابسبورجية                                                                                           | انفصاليون فلمنك |
| 1484         | 1484         | انتفاضة مييراس                                           | اتحاد قشتالة و‌أرغون | فلاحون كتالونيون |
| 1485         | 1488         | الحرب المجنونة                                           | مملكة فرنسا | بارونات متمردون |
| 1486         | 1486         | تمرد ستافورد ولافل                                       | مملكة إنجلترا | فرانسيس لافل |
| 1486         | 1487         | تمرد سيمنل                                               | مملكة إنجلترا | متمردون إنجليز |
| 1487         | 1488         | تمرد كاغا                                                | إكو إكي عشيرة موتوري عشيرة ياماغاوا                                                                                     | عشيرة توغاشي |
| 1487         | 1492         | ثورة الفلمنك 1487                                        | الإمبراطورية الرومانية المقدسة                                                                                          | انفصاليون فلمنك |
| 1487         | 1487         | حرب روفريتو                                              | | |
| 1489         | 1489         | تمرد يوركشاير 1489                                       | مملكة إنجلترا | مقاومو الضرائب |
| 1492         | 1494         | الحرب الموسكوية الليتوانية الأولى                        | دوقية موسكو الكبرى · خانية القرم                                                                                        | دوقية ليتوانيا الكبرى · فيازما                                                                                                |
| 1493         | 1517         | حركة بونشو                                               | | |
| 1494         | 1498         | الحرب الإيطالية 1494-1498                                | الدولة البابوية · جمهورية البندقية · مملكة نابولي · اتحاد قشتالة و‌أرغون · دوقية ميلانو · الإمبراطورية الرومانية المقدسة | مملكة فرنسا |
| 1495         | 1497         | الحرب الروسية السويدية (1495–1497)                       | دوقية موسكو الكبرى | مملكة الدنمارك · مملكة السويد                                                                                                 |
| 1497         | 1497         | التمرد الكورني 1497                                      | مملكة إنجلترا | متمردون كورنيون |
| 1497         | 1497         | الثورة الكورنية الثانية                                  | مملكة إنجلترا | متمردون كورنيون |
| 1497         | 1497         | تمرد واربيك                                              | مملكة إنجلترا | متمردون إنجليز |
| 1499         | 1499         | الحرب الشفابنية                                          | الاتحاد السويسري القديم · العصبات الثلاث                                                                                | رابطة المدن الشفابية · الإمبراطورية الرومانية المقدسة                                                                         |
| 1497         | 1497         | احتلال مليلية                                            | اتحاد قشتالة و‌أرغون | الدولة الوطاسية |
| 1499         | 1501         | ثورة البشرات الأولى                                      | اتحاد قشتالة و‌أرغون | المورسكيون |
| 1499         | 1503         | الحرب العثمانية البندقية (1499–1503)                     | الدولة العثمانية | جمهورية البندقية · اتحاد قشتالة و‌أرغون                                                                                        |
| 1499         | 1504         | الحرب الإيطالية 1499-1504                                | دوقية ميلانو · مملكة نابولي · اتحاد قشتالة و‌أرغون (بعد 1501)                                                            | مملكة فرنسا · جمهورية البندقية · اتحاد قشتالة و‌أرغون (قبل 1501)                                                               |